# Międzynarodowy Festiwal Muzyki Europy Środkowo-Wschodniej Eufonie
Międzynarodowy Festiwal Muzyki Europy Środkowo-Wschodniej „Eufonie” – międzynarodowy festiwal organizowany w Warszawie od 2018 roku przez Narodowe Centrum Kultury dzięki dofinansowaniu ze środków Ministerstwa Kultury i Dziedzictwa Narodowego.

## Opis
Ideą festiwalu jest upowszechnianie dziedzictwa kulturowego regionu. Festiwal prezentuje dorobek i odwołuje się do tradycji większości krajów określanych dzisiaj jako Europa Środkowo-Wschodnia: od Bałkanów, poprzez Rumunię i Austrię, kraje Grupy Wyszehradzkiej, Ukrainę i Białoruś, po kraje bałtyckie. Obszar ten stanowi niezwykle interesujący tygiel kulturowy, który pozwala na odkrywanie swojej złożoności poprzez różnorodność prezentowanych utworów i artystów. O wyjątkowości festiwalu stanowi z jednej strony czerpanie z tradycji, z drugiej zaś prezentowanie nowych form. Eufonie prezentują muzykę różnych epok i stylów.
Na festiwalowych scenach występują uznani artyści z Europy Środkowo-Wschodniej, jak również soliści i zespoły z innych części Europy i świata, interpretujący muzykę wybitnych kompozytorów z krajów regionu lub inspirowaną kulturą tej części kontynentu. Stały element programu każdej edycji Eufonii stanowią muzyka, twórcy i wykonawcy z krajów Grupy Wyszehradzkiej. Eufonie prezentują muzykę różnych epok i stylów: od muzyki poważnej – współczesnej i dawnej, do popularnej, np. jazz, folk, poprzez muzyczne eksperymenty. Na festiwal składają się także różnorodne wydarzenia: koncerty symfoniczne i kameralne, koncertowe wykonania oper, spektakle taneczne, słowno-muzyczne, dźwiękowe i wizualne performance. W repertuarze pojawiają się ciekawe utwory, także niedawno odkryte lub skomponowane specjalnie na festiwal, np. podczas dwóch pierwszych edycji festiwalu odbyły się polskie prawykonania kompozycji Arvo Pärta.
Nazwa festiwalu pochodzi od słowa eufonia (z języka greckiego ευφωνία, euphonia), określającego zgodnie zestawione ze sobą elementy, harmonijnie dobrane dźwięki. Znak graficzny festiwalu jest połączeniem litery „f” z nazwy oraz wizerunku otworu rezonansowego skrzypiec, wiolonczeli czy kontrabasu.
Koncerty odbywają się m.in. w Filharmonii Narodowej, Teatrze Wielkim – Operze Narodowej czy na Zamku Królewskim w Warszawie.

## Rada Programowa i Dyrektor Festiwalu
Dyrektorem festiwalu jest Rafał Wiśniewski. W skład Rady Programowej Międzynarodowego Festiwalu Muzyki Europy Środkowo-Wschodniej wchodzą:
- Mieczysław Kominek – przewodniczący Rady
- Ewa Bogusz-Moore
- Beata Bolesławska-Lewandowska
- Oľga Smetanová
- Aleksandra Jagiełło-Skupińska
- Marek Horodniczy
- Mateusz Grzesiński (I edycja)

## Edycje

### I edycja (23 listopada – 2 grudnia 2018)[4]

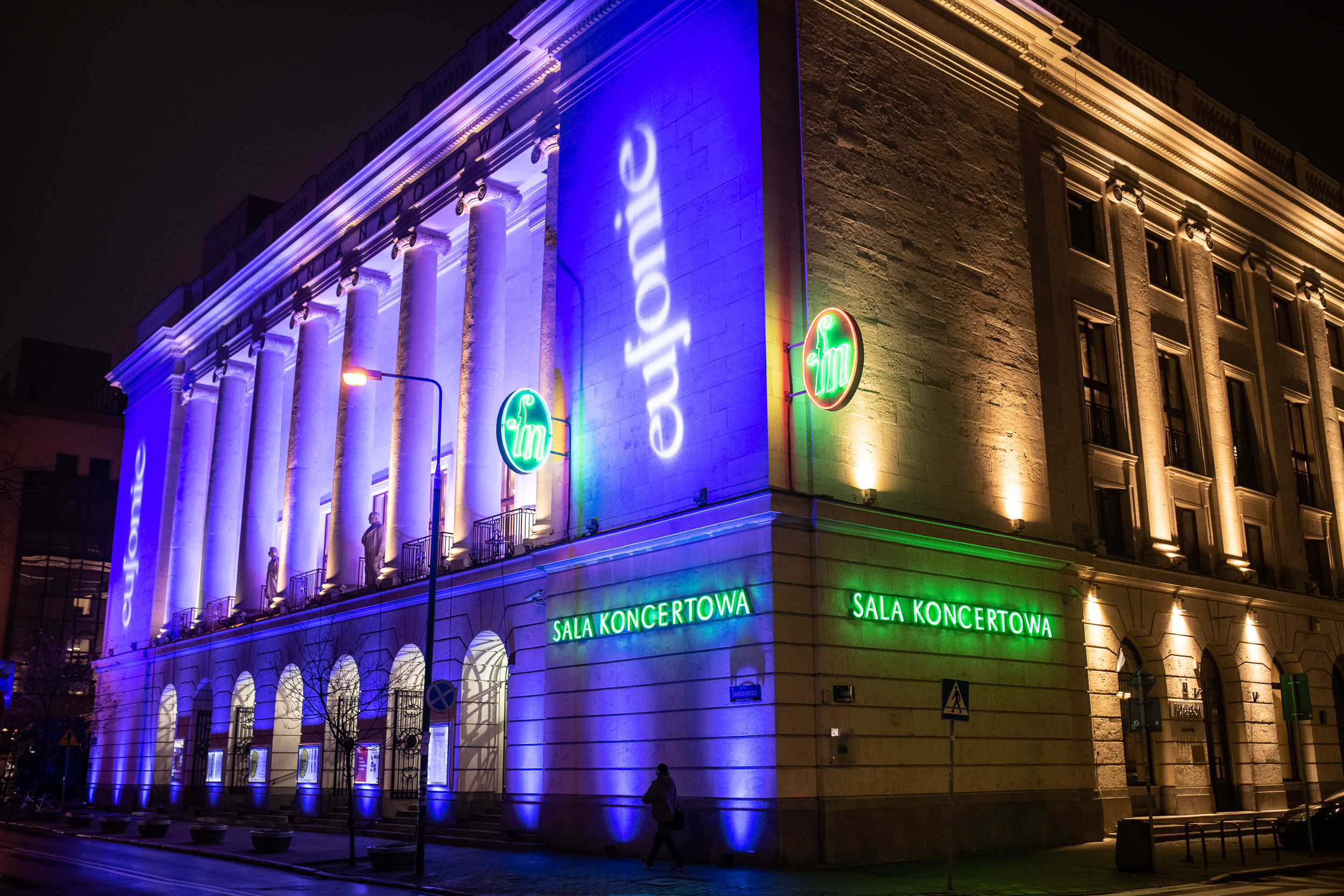
Filharmonia Narodowa w Warszawie podczas Festiwalu Eufonie

I edycja festiwalu Eufonie odbyła się w dniach 23 listopada – 2 grudnia 2018 roku i obejmowała 14 koncertów, które cieszyły się dużą popularnością i uczyniły z Eufonii ważne wydarzenie muzyczne. Festiwal otworzył koncert jubileuszowy Maestro Pendereckiego z jego udziałem. Podczas festiwalu zagrały największe polskie orkiestry symfoniczne, m.in.: Sinfonia Varsovia, NOSPR z japońską skrzypaczką Akiko Suwanai, najmłodszą zwyciężczynią Międzynarodowego Konkursu im. P. Czajkowskiego, oraz Filharmonia Narodowa z Aleksandrą Kurzak, a także dwie orkiestry symfoniczne z zagranicy: Filharmonia ze Lwowa i Orkiestra Festiwalowa z Budapesztu, dwa czeskie kwartety smyczkowe, Orkiestra Muzyki Nowej i zespół Vołosi, którzy zaprezentowali muzykę Karpat. Odbyły się również koncerty muzyki alternatywnej i elektronicznej. Podczas tej edycji odbyła się prapremiera DoubleCelloConcerto na dwie amplifikowane wiolonczele i orkiestrę symfoniczną Hanny Kulenty. W programie festiwalu znalazł się też koncert monograficzny Arvo Pärta, z osobistym udziałem kompozytora, w wykonaniu Chóru i Orkiestry z Tallinna.

### II edycja (15–23 listopada 2019)[5]
W trakcie II edycji festiwalu (15–23 listopada 2019 roku) podczas 15 koncertów zaprezentowało się blisko 640 artystów z 20 państw.
Oprócz muzyki klasycznej, dawnej, współczesnej, elektronicznej w repertuarze pojawiła się muzyka etniczna, a także spektakle teatralne i taneczne.
Zgodnie z ideą przewodnią festiwalu zaprezentowany program umożliwił publiczności szersze zapoznanie się z repertuarem i wykonawstwem muzycznym również krajów wcześniej nieprezentowanych na festiwalu: Armenii, Azerbejdżanu, Białorusi, Bułgarii, Chorwacji, Gruzji, Litwy, Łotwy czy też Mołdawii. Jednym z tematów festiwalu była 450. rocznica zawarcia unii lubelskiej, która stała się inspiracją do wystawienia koncertowej wersji opery Leonarda Vinci – Gismondo, re di Polonia w wykonaniu czołowych solistów, m.in. Maxa Emanuela Cenčića, oraz Orkiestry Historycznej.
Podczas festiwalu usłyszeliśmy utwory muzyki klasycznej w wykonaniach solistów i orkiestr symfonicznych. Oprócz Narodowej Orkiestry Symfonicznej Polskiego Radia, Orkiestry Filharmonii Narodowej oraz Sinfonii Varsovii, podczas jednego z koncertów zaprezentowała się międzynarodowa I, CULTURE Orchestra, zrzeszająca młodych, utalentowanych muzyków regionu Europy Środkowo-Wschodniej.
Ważną częścią drugiej edycji Eufonii były dzieła, powstałe na zamówienie Narodowego Centrum Kultury, które podczas festiwalu miały swoje prapremiery: Pieśni o śmierci na podstawie szesnastowiecznych materiałów źródłowych w wykonaniu Jana Frycza i Adam Struga z zespołem Monodia Polska; performance Zaklęcia w choreografii Jacka Przybyłowicza oraz autorskie interpretacje wybranych dzieł Wojciecha Kilara dokonane przez Francesca Tristano pod tytułem Conversations with Wojciech Kilar.

### III edycja (19–27 listopada 2021)[6]
III edycja festiwalu Eufonie, zaplanowana na 20–28 listopada 2020 roku, z powodu obostrzeń związanych z pandemią koronawirusa została przeniesiona na 19–27 listopada 2021 roku. Motywem przewodnim trzeciej edycji jest romantyzm. W repertuarze muzyka najwybitniejszych kompozytorów z regionu, reprezentantów szkół narodowych, ale zabrzmią też romantyczne wątki w kompozycjach z XX i XXI wieku. Dziewięć dni festiwalowych wypełni 14 wydarzeń, podczas których zaprezentują się m.in. tacy wykonawcy jak Weriko Czumburidze, Anu Tali, Zsolt Nagy, Olari Elts, Anastasia Kobekina czy Oval. Na festiwalowych scenach wystąpią artyści z 14 państw (kraje europejskie, Stany Zjednoczone, Rosja i Gruzja), w tym 13 solistów, 7 orkiestr, 3 chóry, 8 dyrygentów, 2 kwartety – łącznie ok. 500 artystów. Oprócz koncertów muzycznych w programie znalazły się projekty interdyscyplinarne – instalacje przestrzenno-dźwiękowe autorstwa amerykańskiego kompozytora Alvina Currana i Anny Zaradny poświęcone dziedzictwu przedwojennych żydowskich kantorów.

## Artyści[9]

### Soliści
Rafał Bartmiński, Aleksandra Bilińska, Biosphere (Geir Jenssen), Magdalena Bojanowicz, Max Emanuel Cenčić, Deathprod (Helge Sten), Nikolay Didenko, Zoltán Fejérvári, Jan Frycz, Weronika Grozdew-Kołacińska, Narek Hakhnazaryan, Frans Helmerson, Iwona Hossa, Michał Jacaszek, Tomasz Konieczny, Bartosz Koziak, David Krakauer, Gidon Kremer, Aleksandra Kurzak, Félix Lajkó, Ivan Monigetti, Leticia Moreno, Anne-Sophie Mutter, Virpi Pahkinen, Jacek Przybyłowicz, Anna Radziejewska, Johanna Rusanen, Leonard Slatkin, Thomas Strønen, Adam Strug, Francesco Tristano.

### Zespoły
AUKSO – Orkiestra Kameralna Miasta Tychy, Budapest Festival Orchestra, Chór Filharmonii Narodowej, Collegium Musicale, Estoński Filharmoniczny Chór Kameralny, I, CULTURE Orchestra, Monodia Polska, Narodowa Orkiestra Symfoniczna Polskiego Radia w Katowicach, Orkiestra Filharmonii Narodowej, Orkiestra Kameralna z Tallinna, Orkiestra Klezmerska Teatru Sejneńskiego, Orkiestra Lwowskiej Obwodowej Filharmonii Narodowej, Orkiestra Muzyki Nowej, Sinfonia Varsovia, PaCoRa Trio, Pavel Haas Quartet, Poznański Chór Kameralny, Sokół Orchestra, Synaesthesis Contemporary Music Ensemble, Vołosi, Zemlinsky Quartet.

### Dyrygenci
Szymon Bywalec, Gabriel Chmura, Christoph Eschenbach, Iván Fischer, Lawrence Foster, Marta Gardolińska, Rossen Gergov, Tõnu Kaljuste, Jacek Kaspszyk, Marek Moś, Zsolt Nagy, Wołodymyr Sywochip, Maciej Tworek, Endrik Üksvärav.

## Zamówienia festiwalowe
Pieśni o śmierci – widowisko na podstawie pełnego tekstu Rozmowy mistrza Polikarpa ze Śmiercią w wersji drukowanej z 1542 roku, odnalezionego przypadkiem w niemieckim archiwum przez prof. Wiesława Wydrę. Jedno z najważniejszych dzieł polskiego średniowiecza do momentu odkrycia prof. Wydry w 2018 roku znane było wyłącznie z niekompletnego rękopiśmiennego przekazu. Na spektakl złożyły się szesnastowieczne pieśni o śmierci w wykonaniu Adama Struga i zespołu Monodia Polska oraz aktorska interpretacja średniowiecznego dialogu w formie monodramu Jana Frycza.
Zaklęcia – widowisko złożone z trzech obrazów muzyczno-tanecznych, rodzaj współczesnego „misterium dnia codziennego”, zainspirowanego podobieństwami europejskiej muzyki tradycyjnej różnych regionów, a poświęconego kobietom postrzeganym jako milczące bohaterki historii. Spektakl-koncert, wpisujący się w nurt site-specific, uwzględnia architekturę budynku, w którym jest przedstawiany. Podczas widowiska została wykorzystana specjalnie skomponowana muzyka elektroniczna Aleksandry Bilińskiej, oryginalne pieśni ludowe, ze szczególnym uwzględnieniem słowiańskich, w wyborze Weroniki Grozdew-Kołacińskiej oraz taniec w choreografii Jacka Przybyłowicza.
Conversations with Wojciech Kilar – autorskie interpretacje wybranych dzieł klasycznych (Exodus, Orawa) i filmowych (Dziewiąte wrota, Portret damy, Pianista) Wojciecha Kilara dokonane przez Francesca Tristano na fortepian i elektronikę.

## Płyty
- Arvo Pärt – nowe oblicze współczesnej duchowości – nagranie koncertu, który odbył się w ramach I Międzynarodowego Festiwalu Muzyki Europy Środkowo-Wschodniej Eufonie 25 listopada 2018 roku w Muzeum Kolekcji im. Jana Pawła II w Warszawie pod Honorowym Patronatem Jego Ekscelencji Martina Rogera, Ambasadora Nadzwyczajnego i Pełnomocnego Republiki Estońskiej[13].
- Francesco Tristano – Conversations with Wojciech Kilar – nagranie koncertu, który odbył się w ramach II Międzynarodowego Festiwalu Muzyki Europy Środkowo-Wschodniej Eufonie 17 listopada 2019 roku w Teatrze Palladium w Warszawie[14].

## Nagrody
Festiwal Eufonie w kwietniu 2021 roku został doceniony przez ministrów kultury Polski, Czech, Słowacji i Węgier za popularyzację dorobku muzycznego krajów V4, wzmacnianie wymiany kulturalnej pomiędzy krajami wyszehradzkimi w dziedzinie muzyki, angażowanie znakomitych osobistości i instytucji z krajów V4, a wyrazem tego uznania stała się Nagroda Wyszehradzka za 2021 rok przyznana Narodowemu Centrum Kultury. Międzynarodowa Nagroda Wyszehradzka, ustanowiona podczas spotkania ministrów kultury państw Grupy Wyszehradzkiej w węgierskim Sárospatak w listopadzie 2004 roku, jest przyznawana wspólną decyzją ministrów kultury V4 w uznaniu wkładu w rozwój współpracy kulturalnej pomiędzy krajami V4.